# 동산 (재산)
동산(動産)이란 움직일 수 있는 재산상의 가치를 지닌 물건을 말한다. 반대되는 개념으로 부동산이 있다. 단 선박, 항공기 등은 움직일 수 있으나 부동산으로 여겨지며 이 기준은 등기를 하는지 여부로 가늠한다.

## 민법
부동산 이외의 물건이 동산이다(99조 2항). 토지에 부착하는 물건도 정착물이 아닌 물건은 동산이다(예；假植 중의 樹木이나 庭園石 등). 또 동산의 개수는 사회 통념에 의하여 결정된다. 예컨대 쌀·된장·간장 등은 용기(容器)에 의하여 개수가 결정된다. 또한 선박·자동차·항공기·건설기계 등은동산이지만 그 경제적 의의가 부동산과 비슷하므로 법률상 부동산에 준한 취급을 하고 있다. 그런데 부동산과 동산은 법률상의 취급이 각각 다르다. 양자의 주요한 상위점을 열거하면 다음과 같다. 부동산 물권의 공시방법은 등기(登記)이다. 그리고 이 등기의 효력은 그 권리의 득실변경이다(186조). 예컨대 매매계약에서 부동산의 소유권을 취득하여도 등기를 하지 않으면 법률상 소유권 취득의 효력이 발생하지 않는다. 또한 등기를 믿고 부동산을 매수하여 소유권 이전의 등기를 끝마쳤어도 만약 그 등기가 허위(虛僞)의 등기인 경우에는 매수인(買受人)은 소유권을 취득할 수가 없다. 즉 등기에는 이른바 '공신력(公信力)'이 없는 것이다. 이에 반하여 동산 물권의 공시 방법은 인도(引渡)이다. 그 효력은 동산 물권의 양도이다. 동산 매수인이 그 소유권을 공시하려면 인도, 즉 점유(占有)의 이전을 받지 않으면 아니 된다. 또한 매도인에게 처분권이 없어도 매수인이 선의(善意)로 동산을 매수하여 점유 이전을 받으면 그 동산의 소유권을 취득할 수가 있다(249조). 즉 점유에는 '공신력'이 있다.

## 같이 보기
- 부동산